# Phillip Island Grand Prix Circuit
Phillip Island Grand Prix Circuit – tor wyścigowy położony na wyspie Phillip Island w Australii, niedaleko Melbourne.

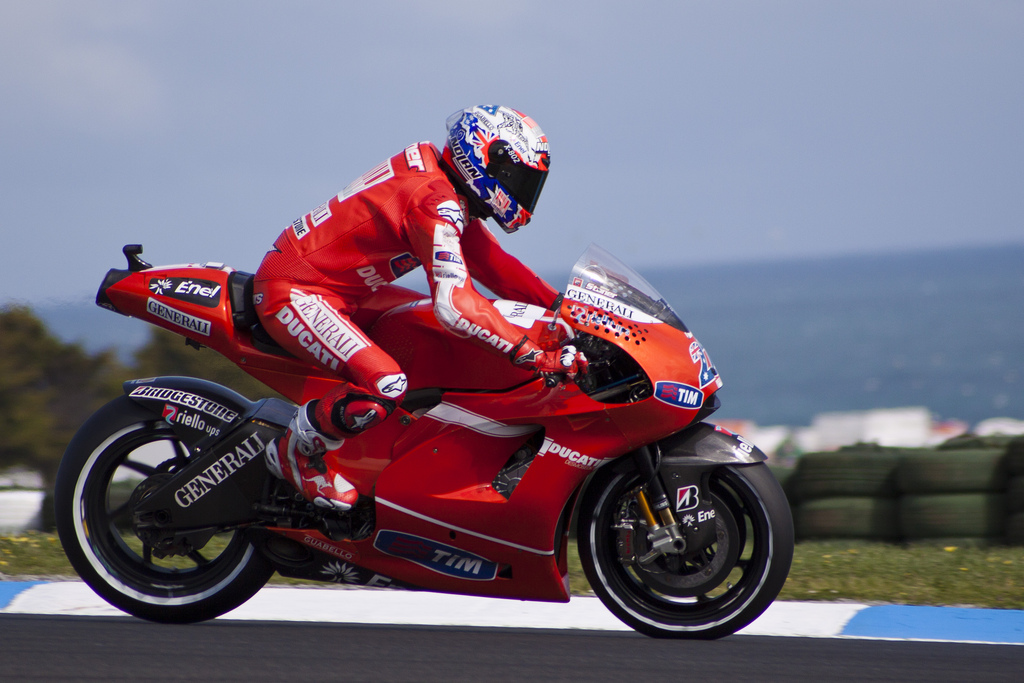
Casey Stoner podczas Motocyklowego Grand Prix Australii 2010 na torze Phillip Island Grand Prix Circuit

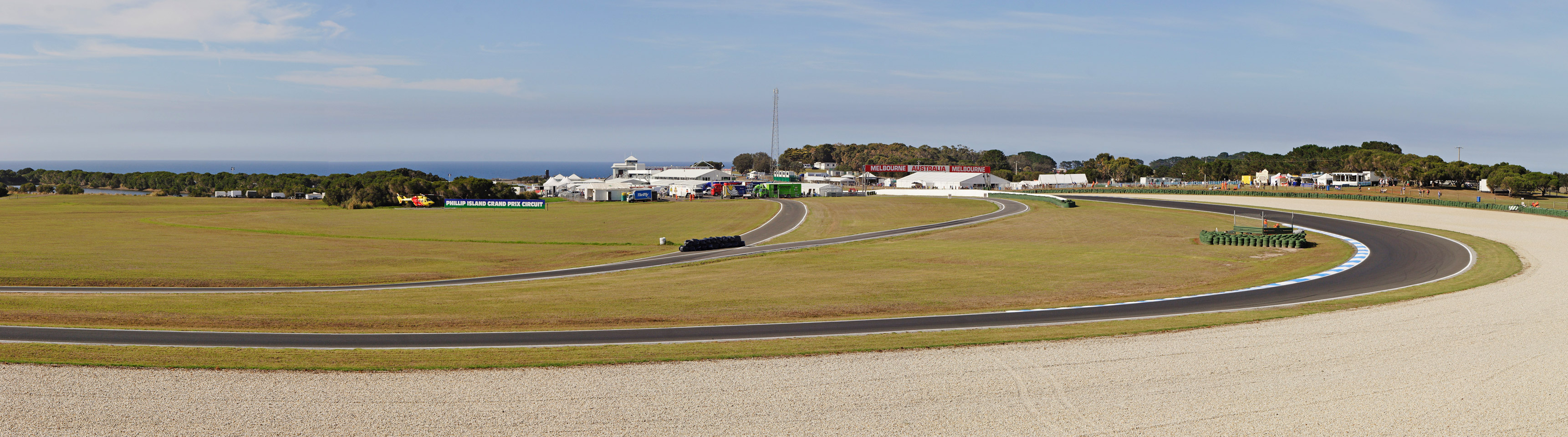
Panorama toru

## Tor ziemny
Pierwszy wyścig na Phillip Island odbył się na torze ziemnym w 1928 roku. Był to wyścig o dystansie 100 mil, który jest uważany za pierwszy wyścig o Grand Prix Australii. Trasa tego toru prowadziła wówczas przez drogi publiczne. Tor ziemny składał się z trzech części:
- Układu prostokątnego (używanego w latach 1928-1935)[1]
- Układu motocyklowego (używanego w latach 1928-1934 do wyścigów motocyklowych)[2]
- Układu trójkątnego (używanego w latach 1936-1940)[3]

Po 1940 wyścigi na tym torze nie odbywały się, gdyż został on zamknięty.

## Tor asfaltowy
W 1951 grupa sześciu lokalnych biznesmenów zdecydowała się zbudować nowy tor. Jedynym wolnym terenem do budowy był kawałek wybrzeża. Tor w związku z tym był bardzo stromy co spowodowało przekroczenie kosztów budowy i opóźnienia w jego otwarciu. Nowy tor został otwarty 15 grudnia 1956. W 1960 odbyła się tu pierwsza edycja długodystansowego wyścigu Armstrong 500. W 1962, podczas trzeciej edycji wyścigu tor został dość poważnie uszkodzony i kolejne jego edycje odbywały się odtąd na torze Mount Panorama Circuit.
Ponownie otwarto tor w 1967, jednak jego ukształtowanie powodowało, że wymagał on sporo pracy przy konserwacji i w latach 70. wyraźnie podupadł, aż ostatecznie w 1978 został zamknięty. W 1985 zmienił się jego właściciel i rozpoczęto prace aby przywrócić tor do użytku. Stało się to 7 kwietnia 1989, gdy na torze odbyło się pierwsze Motocyklowe Grand Prix Australii zaliczane do Motocyklowych Mistrzostw Świata.
Aktualnie na tym torze odbywają się wyścigi serii V8 Supercars, World Superbike, Motocyklowe Grand Prix Australii oraz wiele pomniejszych australijskich serii. Od 2006 w kompleksie znajduje się również tor kartingowy.